# Tributylcín

Strukturní vzorec tributylcínu

Tributylcín je organická sloučenina cínu.
Za běžných podmínek je to bezbarvá kapalina s teplotou tání 45 °C a teplotou varu 180 °C. Rozpustnost ve vodě je nízká, ovšem lépe se tato látka rozpouští v tucích, alkoholech či halogenuhlovodících.

## Použití
Komerčně dostupný jako směs s dibutylcínem, tetrabutylcínem a sloučeninami trialkylcínu. Přidává se například do lodních nátěrů, konzervantů dřeva nebo pesticidů. Používá se proti plísním v chladicích systémech a věžích elektráren, papíren, textilek nebo pivovarů. Slouží jako aditivum v PVC, inhibitor koroze, přípravek k hubení, dezinfekce v nemocnicích či na sportovištích.

## Ekologická rizika
Sloučeniny tributylcínu jsou toxické látky ohrožující vodní ekosystémy. Kumulují se v sedimentech, kde je pomalu degradují. Mohou se hromadit v tukových tkáních organismů (bioakumulace). Jejich toxicita pro ryby velice kolísá, pro ústřice, škeble a korýše je vysoká. U některých měkkýšů způsobují tributylcíny vývoj samčích znaků u samic tím, že ovlivňují hladinu některých hormonů.

## Zdravotní rizika
Je toxický pro ledviny a nervovou soustavu. Nová studie ukazuje, že výskyt tributylcínu v životním prostředí může souviset i s prudkým nárůstem případů obezity v posledních desetiletích. Japonští vědci zjistili, že tributylcín i ve velice nízkých koncentracích aktivuje buněčné receptory RXRs (retinoid X receptors), které stimulují růst tukových buněk. Experimenty ukázaly u myší, že vystavení tributylcínu v době nitroděložního vývoje vede k abnormálně velkému množství tukové tkáně v pozdějším životě.